# Polisportiva Brindisi Sport 1950-1951
Questa voce raccoglie le informazioni riguardanti  la Polisportiva Brindisi Sport nelle competizioni ufficiali della stagione 1950-1951.

## Rosa
| N. |                   | Ruolo | Calciatore       |
| -- | ----------------- | ----- | ---------------- |
|    | Italia (bandiera) | C     | Bruno Artuso     |
|    | Italia (bandiera) | A     | L. Baldasso      |
|    | Italia (bandiera) | C     | Lino Begnini     |
|    | Italia (bandiera) | A     | Raffaele Bruno   |
|    | Italia (bandiera) | D     | Bruno Di Giulio  |
|    | Italia (bandiera) | P     | Aldo Fedi        |
|    | Italia (bandiera) | P     | Roberto Franchin |
|    | Italia (bandiera) | A     | A. Liberaton     |

| N. |                   | Ruolo | Calciatore       |
| -- | ----------------- | ----- | ---------------- |
|    | Italia (bandiera) | D     | Flavio Maneo     |
|    | Italia (bandiera) | A     | Danilo Michelini |
|    | Italia (bandiera) | C     | Michele Natale   |
|    | Italia (bandiera) | A     | R. Previato      |
|    | Italia (bandiera) | D     | Gastone Roscioli |
|    | Italia (bandiera) | A     | D. Sartorello    |
|    | Italia (bandiera) | D     | R. Visentin      |